# Mất tháng 10 năm 2011
Dưới đây là danh sách những cái chết đáng chú ý trong tháng 10 năm năm 2011.

## Tháng 10 năm 2011

### 31
- Flórián Albert, 70, cầu thủ Hungary.  Lưu trữ ngày 2 tháng 11 năm 2011 tại Wayback Machine (tiếng Nga)
- John Makin, 51, ca sĩ-nhạc sĩ Ạnh.  (tiếng Hà Lan)

### 30
- Serge Aubry, 69, vận động viên khúc côn cầu Canadia, tiểu đường.  (tiếng Pháp)
- Bob Barry, Sr., 80, bình luận viên thể thao Mỹ.  Lưu trữ ngày 1 tháng 11 năm 2011 tại Wayback Machine
- Richard Walls, 74, chính trị gia, doanh nhân New Zealand.
- Abbas-Ali Amid Zanjani, 74, giáo sĩ, chính trị gia Iran, suy tim.  Lưu trữ ngày 7 tháng 4 năm 2012 tại Wayback Machine

### 29
- Axel Axgil, 96, nhà hoạt động vì quyền người đồng tính Đan Mạch.  Lưu trữ ngày 31 tháng 10 năm 2011 tại Wayback Machine (tiếng Đan Mạch)
- Robert Lamoureux, 91, đạo diễn phim, diễn viên hài Pháp.  (tiếng Pháp)
- Ram Revilla, 22, diễn viên Philippines, bị bắn và đâm.
- Jimmy Savile, 84, DJ, người gây quỹ từ thiện, biên tập viên truyền hình Anh (Top of the Pops, Jim'll Fix It).
- K. Suppu, 70, chính trị gia Ấn Độ.  Lưu trữ ngày 31 tháng 10 năm 2011 tại Wayback Machine
- Walter Vidarte, 80, diễn viên Uruguay.  (tiếng Tây Ban Nha)

### 28
- Ricky Adams, 52, cầu thủ bóng chày Mỹ (Los Angeles Angels), ung thư.
- Campbell Christie, 74, thành viên công đoàn Scotland.
- Willy De Clercq, 84, chính trị gia Bỉ.  (tiếng Hà Lan)
- Jiří Gruša, 72, nhà văn, nhà ngoại giao, người bất đồng chính kiến Séc.  (tiếng Đức)
- Bernardo Jablonski, 59, diễn viên, nhà văn Brasil. [liên kết hỏng] (tiếng Bồ Đào Nha)
- Roger Kerr, 66, doanh nhân New Zealand, u ác tính di căn.

### 27
- Sergei Govorukhin, 50, đạo diễn phim Nga sinh tại Ukraina, xuất huyết não.  (tiếng Nga)
- James Hillman, 85, nhà tâm lý học Mỹ.  Lưu trữ ngày 5 tháng 4 năm 2011 tại Wayback Machine
- Ron Holmes, 48, cầu thủ bóng chày Mỹ. [liên kết hỏng]
- Eduard Kojnok, 78, giám mục Slovakia.  Lưu trữ ngày 12 tháng 1 năm 2012 tại Wayback Machine (tiếng Slovakia)

### 26
- Salvador Bernal, 66, nhà thiết kế Philippines.
- Yaropolk Lapshyn, 91, đạo diễn phim Nga sinh tại Ukraina, bệnh kéo dài.  (tiếng Nga)
- Janko Messner, 89, nhà văn Áo, nhồi máu phổi.  Lưu trữ ngày 20 tháng 9 năm 2008 tại Wayback Machine (tiếng Đức)
- William A. Niskanen, 78, nhà kinh tế Mỹ.

### 25
- Perkins Bass, 99, chính trị gia Mỹ.
- Héctor López, 44, boxer Mexico, nhồi máu cơ tim.  (tiếng Tây Ban Nha)
- Howard Wolpe, 71, chính trị gia Mỹ.
- Norrie Woodhall, 105, diễn viên Anh.

### 24
- Margit Brandt, 66, nhà thiết kế thời trang Đan Mạch, tắc phổi mãn tính.  (tiếng Đan Mạch)
- Robert Bropho, 81, nhà hoạt động vì quyền thổ dân, tội phạm tình dục Úc, nguyên nhân tự nhiên.
- Kjell Johansson, 65, tay vợt bóng bàn Thụy Điển. [liên kết hỏng].
- John McCarthy, 84, nhà khoa học máy tính Mỹ, sáng tạo Lisp và thuật ngữ Trí tuệ nhân tạo (AI).
- Peter Rhodes, 90, trọng tài bóng đá Anh, bệnh Parkinson.  (cái chết được thông báo ngày này)
- Kirtanananda Swami, 74, nhà lãnh đạo Hare Krishna người Mỹ, suy thận.

### 23
- Nusrat Bhutto, 82, Đệ nhất phu nhân Pakistan sinh tại Iran, vợ của Zulfikar Ali Bhutto và mẹ của Benazir Bhutto.
- Sir Frank Holmes, 87, nhà kinh tế, cố vấn chính quyền người New Zealand.
- Bronislovas Lubys, 73, chính trị gia Litva, nhồi máu cơ tim.  Lưu trữ ngày 24 tháng 10 năm 2011 tại Wayback Machine (tiếng Litva)
- Marco Simoncelli, 24, nhà đua xe Ý, tai nạn đường đua.

### 22
- Antonio Cassese, 74, nhà chuyên môn pháp luật Ý, thẩm phán xét xử tội ác trong chiến tranh Nam Tư, ung thư.  Lưu trữ ngày 3 tháng 12 năm 2013 tại Wayback Machine
- Robert Pierpoint, 86, nhà báo Mỹ, biến chứng sau phẫu thuật. [liên kết hỏng]
- Sultan bin Abdul-Aziz Al Saud, 83, thái tử Ả Rập Saudi.
- Ed Thompson, 66, chính trị gia Mỹ, ung thư tụy.

### 21
- Anis Mansour, 86, nhà văn Ai Cập, viêm phổi.
- Tone Pavček, 83, tác gia, dịch giả Slovenia.
- Edmundo Ros, 100, Trinidadian bandleader.
- Wang Yue, 2, tai nạn giao thông.
- Scott White, 41, chính trị gia Mỹ.

### 20
- Barry Feinstein, 80, nhiếp ảnh gia-nhà báo ảnh Mỹ.
- Moatassem Gaddafi, 33-34, viên chức quân đội Libya, con trai Muammar Gaddafi, bị bắn.
- Muammar Gaddafi, 69, nhà lãnh đạo Libya (1969–2011), bị bắn.
- Gale Gillingham, 67, cầu thủ bóng bầu dục Mỹ (Green Bay Packers). [liên kết hỏng]
- Iztok Puc, 45, cầu thủ bóng ném Slovenia, ung thư.
- Abu-Bakr Yunis Jabr, 59, bộ trưởng Quốc phòng Libya.

### 19
- Earl Gilliam, 81, nhạc công piano Mỹ, bệnh phổi.  Lưu trữ ngày 23 tháng 10 năm 2011 tại Wayback Machine
- Bohdan Osadchuk, 91, sử gia-nhà báo Ukraina. [liên kết hỏng] (tiếng Ba Lan)

### 18
- Bob Brunning, 68, nhạc công Anh (Fleetwood Mac), nhồi máu cơ tim.  Lưu trữ ngày 2 tháng 11 năm 2011 tại Wayback Machine
- Ramaz Chkhikvadze, 83, diễn viên Gruzia, bệnh kéo dài.  Lưu trữ ngày 19 tháng 1 năm 2012 tại Wayback Machine
- Paul Everac, 87, nhà văn Rumani, ung thư.  (tiếng Rumani)
- Kent Hull, 50, cầu thủ bóng bầu dục Mỹ (Buffalo Bills), bệnh gan.
- Merritt Ranew, 73, cầu thủ bóng rổ Mỹ, (Chicago Cubs)
- Lee Soo-Chul, 45, nhà quản lý bóng đá Hàn Quốc, tự sát.  Lưu trữ ngày 7 tháng 1 năm 2014 tại Wayback Machine
- Andrea Zanzotto, 90, nhà thơ Ý.  (tiếng Ý)

### 17
- Barney Danson, 90, chính trị gia Canadia.
- Manfred Gerlach, 83, chính trị gia Đức. [liên kết hỏng]
- Poul Glargaard, 69, diễn viên Đan Mạch.  (tiếng Đan Mạch)
- Osvaldo Guidi, 47, diễn viên Argentina, tự tử bằng cách treo cổ.  Lưu trữ ngày 19 tháng 10 năm 2011 tại Wayback Machine (tiếng Tây Ban Nha)
- Carl Lindner, Jr., 92, doanh nhân Mỹ (United Dairy Farmers, Cincinnati Reds), tim ngừng đập.  Lưu trữ ngày 20 tháng 11 năm 2011 tại Wayback Machine
- Elaine Nile, 75, chính trị gia Australi, ung thư.
- Piri Thomas, tiểu thuyết gia Mỹ (Down These Mean Streets), viêm phổi.

### 16
- Miguel Ángel Granados Chapa, 70, nhà báo Mexico.
- Elisabeth Tankeu, 67, chính trị gia Cameroon.  Lưu trữ ngày 17 tháng 1 năm 2012 tại Wayback Machine
- Dan Wheldon, 33, nhà đua xe người Anh, tai nạn trên đường đua.

### 15
- Betty Driver, 91, ca sĩ-diễn viên Anh (Coronation Street), viêm phổi.
- Matthew G. Martínez, 82, chính trị gia Mỹ. [liên kết hỏng]
- Earl McRae, 69, nhà báo Canada (Ottawa Sun), nhồi máu cơ tim.  Lưu trữ ngày 18 tháng 11 năm 2011 tại Wayback Machine
- Franko Strmotić, 67, diễn viên Croatia.  (tiếng Croatia)

### 14
- Reg Alcock, 63, chính trị gia Canada, nhồi máu cơ tim.
- Laura Pollán, 63, nhà lãnh đạo đối lập Cuba, sáng lập Ladies in White, tim ngưng đập.  Lưu trữ ngày 17 tháng 10 năm 2011 tại Wayback Machine

### 13
- Barbara Kent, 103, diễn viên phim câm người Mỹ sinh tại Canada.
- Pavlina Nikaj, 80, ca sĩ Albani. [liên kết hỏng] (tiếng Albani)
- Abdoulaye Seye, 77, vận động viên Olympic Senegal (huy chương đồng 1960).  Lưu trữ ngày 25 tháng 4 năm 2012 tại Wayback Machine (tiếng Pháp)

### 12
- Heinz Bennent, 90, diễn viên Đức.  (tiếng Đức)
- Lowell H. Harrison, 88, sử gia Mỹ.
- Dennis Ritchie, 70, nhà khoa học máy tính Mỹ, phát triển ngôn ngữ lập trình C.  (thi thể được phát hiện vào ngày này)

### 11
- Bob Galvin, 89, doanh nhân Mỹ, CEO của Motorola (1959–1986).
- Freddie Gruber, 84, nhạc công Mỹ.
- Henk Hofs, 60, cầu thủ bóng đá Hà Lan (Vitesse).  Lưu trữ ngày 4 tháng 6 năm 2012 tại archive.today (tiếng Hà Lan)

### 10
- Jagjit Singh, 70, ca sĩ-nhạc sĩ Ấn Độ, xuất huyết não.
- Otto Tausig, 89, nhà văn, diễn viên, dạo diễn Áo.  (tiếng Đức)

### 9
- Kei Aoyama, 32, mangaka người Nhật, tự sát.  Lưu trữ ngày 12 tháng 10 năm 2011 tại Wayback Machine (tiếng Nhật)
- Ray Aranha, 72, diễn viên Mỹ (Dead Man Walking, Die Hard with a Vengeance, Married People).
- Antonis Christeas, 74, cầu thủ bóng chày Hy Lạp (AEK Athens).  Lưu trữ ngày 11 tháng 10 năm 2011 tại Wayback Machine (tiếng Hy Lạp)

### 8
- David Hess, 75, diễn viên, ca sĩ, nhạc sĩ Mỹ (The Last House on the Left), nhồi máu cơ tim.
- Mikey Welsh, 40, nghệ sĩ Mỹ (Weezer).  Lưu trữ ngày 11 tháng 10 năm 2011 tại Wayback Machine
- Roger Williams, 87, nhạc công piano Mỹ, ung thư tụy.  Lưu trữ ngày 24 tháng 8 năm 2013 tại Wayback Machine
- Ingvar Wixell, 80, ca sĩ opera Thụy Điển.  (tiếng Thụy Điển)

### 7
- Julio Mario Santo Domingo, 88, doanh nhân Colombia (SABMiller).  Lưu trữ ngày 5 tháng 11 năm 2011 tại Wayback Machine (tiếng Tây Ban Nha)
- Mildred Savage, 92, tác gia Mỹ (Parrish).
- Avner Treinin, 83, nhà thơ, nhà hóa học Israel.

### 6
- Diane Cilento, 78, diễn viên Australia (Tom Jones, The Wicker Man), ung thư.
- Marilyn Nash, 84, diễn viên Mỹ (Monsieur Verdoux, Unknown World).

### 5
- Edward Acquah, 76, cầu thủ bóng đá Ghana.
- Níver Arboleda, 43, cầu thủ bóng đá Colombia, nhồi máu cơ tim.  (tiếng Tây Ban Nha)
- Steve Jobs, 56, nhà phát minh người Mỹ, đồng sáng lập Apple Inc., ung thư tụy.

### 4
- Diana Gribble, 69, chủ báo Australa (McPhee Gribble), ung thư.
- Ralph Hodgin, 96, cầu thủ bóng rổ Mỹ (Boston Bees, Chicago White Sox).  Lưu trữ ngày 8 tháng 11 năm 2011 tại Wayback Machine
- Shmuel Shilo, 81, diễn viên, đạo diễn Israel, ung thư.

### 3
- Aden Meinel, 88nhà thiên văn học Mỹ.
- Jim Neal, 81, cầu thủ bóng rổ Mỹ (Syracuse Nationals, Baltimore Bullets).
- Arthur C. Nielsen, Jr., 92, doanh nhân Mỹ (ACNielsen), bệnh Parkinson.
- Rollin Post, 81, phóng viên truyền hình Mỹ.

### 2
- Taha Muhammad Ali, 80, nhà thơ Palestin.
- Peter Przygodda, 69, đạo diễn phim Đức, ung thư.  Lưu trữ ngày 14 tháng 11 năm 2013 tại Wayback Machine (tiếng Đức)
- John Romonosky, 82, cầu thủ bóng chày Mỹ (St. Louis Cardinals, Washington Senators).
- François Abu Salem, 60, diễn viên, đạo diễn Palestin sinh tại Pháp.
- Pavlos Tassios, 69, đạo diễn phim Hy Lạp.  (tiếng Hy Lạp)
- Moshe Wertman, 87, chính trị gia Israel.

### 1
- David Bedford, 74, nhà soạn nhạc Anh.
- Robert Finigan, 68, nhà đánh giá rượu người Mỹ.
- Johnny Schmitz, 90, cầu thủ bóng chày Mỹ (Chicago Cubs, Brooklyn Dodgers, Washington Senators). [liên kết hỏng]